# Kanonenhalle Berlin
Die denkmalgeschützte Kanonenhalle in Berlin erstreckt sich über etwa 3750 m² und ist ein bedeutender Bestandteil des historischen Borsig-Geländes im Ortsteil Tegel. Das Areal beherbergte zu Beginn des 20. Jahrhunderts eine der modernsten Produktionsstätten Europas, in der rund 14.000 Dampflokomotiven hergestellt wurden. Die Kanonenhalle wurde im Jahr 1916 als Erweiterung des Fabrikgeländes errichtet und diente im Zuge des Ersten Weltkriegs als Produktionsstätte für Geschossmaterial.

## Geschichte
1837 gründete August Borsig die Borsig Gießerei und Maschinenbau-Anstalt. Anfangs wurden Guss- und Eisenteile für Eisenbahnen produziert, später erfolgte der groß angelegte Bau von Dampflokomotiven. Neben den Betriebsstätten vor dem Oranienburger Tor und in Moabit wurde 1896 auch ein Werk in Tegel errichtet. Die Architekten Konrad Reimer und Friedrich Körte entwarfen großzügige Werksanlagen, darunter das markante Borsigtor, das zum Wahrzeichen der Firma wurde. Die Produktion startete 1898, und das Tegeler Werk setzte in Planung und Bauweise neue Maßstäbe.

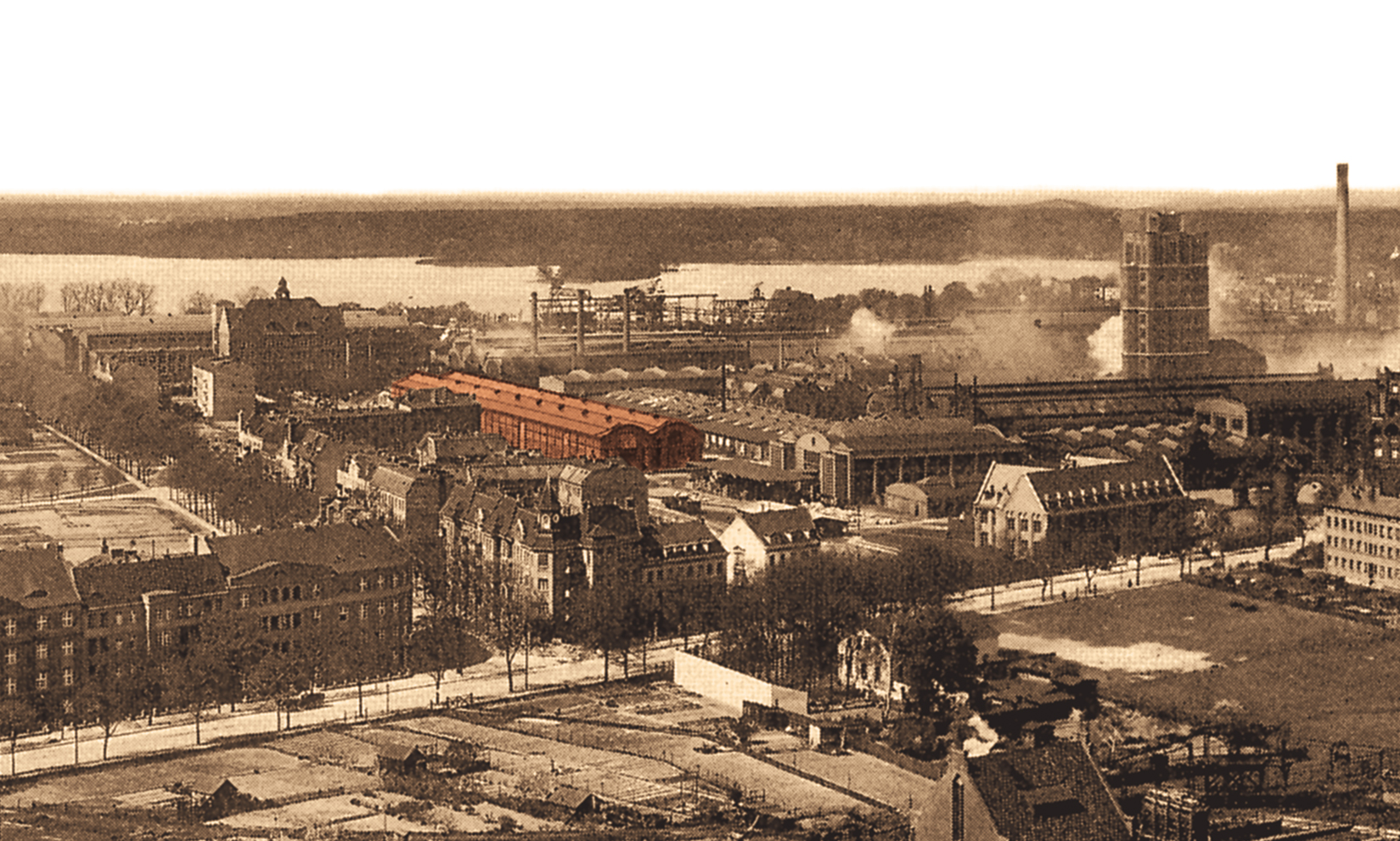
Borsigwerke, Luftbild um 1920

Während des Ersten Weltkriegs wurden die Borsigwerke zur Heereslieferung herangezogen. Dies führte zu Erweiterungen des Fabrikgeländes, darunter die Errichtung der Kanonenhalle im Jahr 1916.
In der Nachkriegszeit wurde das Borsiggelände, das durch die Kriegseinwirkungen des Zweiten Weltkriegs stark zerstört wurde, teilweise wiederaufgebaut. Die Kanonenhalle gehört zu einer der wenigen Bauten, die größtenteils in ihrer ursprünglichen Form erhalten geblieben sind.

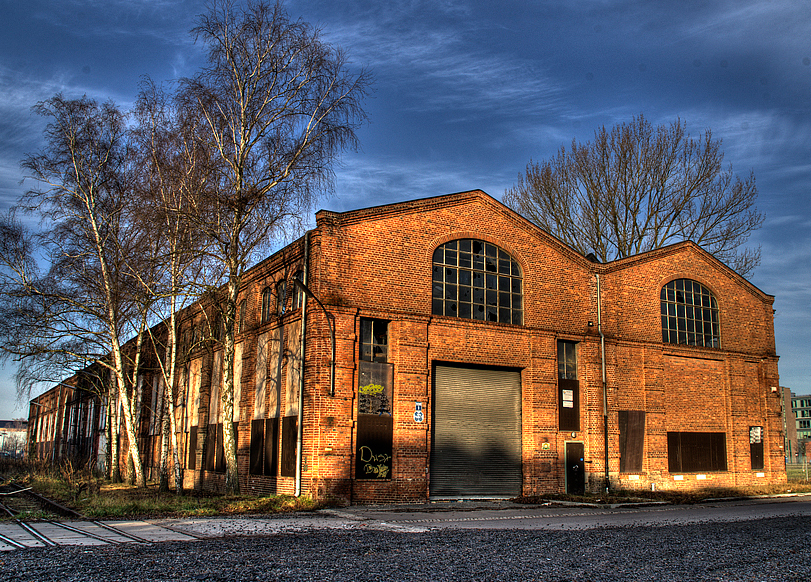
Kanonenhalle, außen unsaniert, 2008

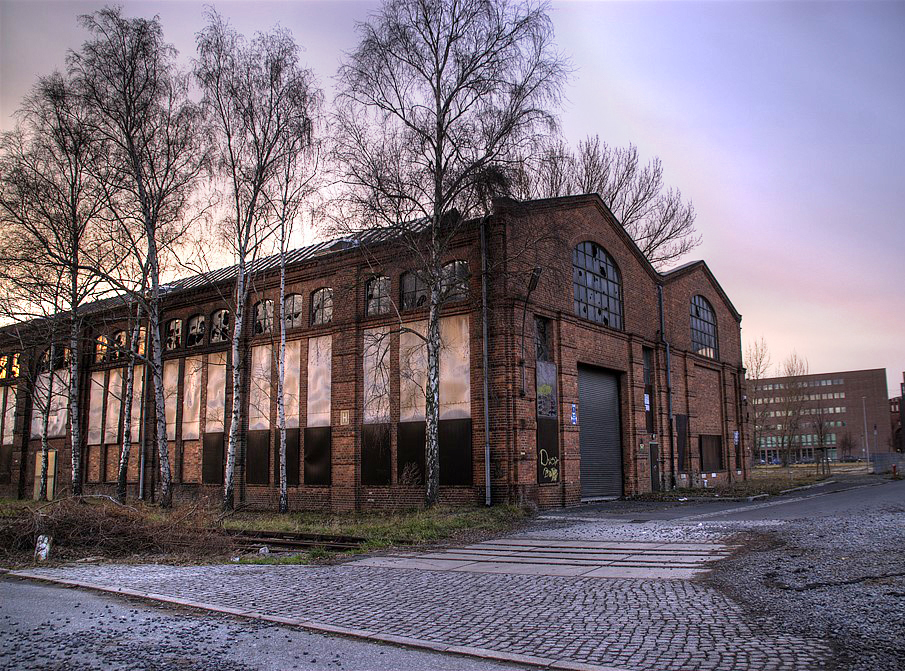
Kanonenhalle, außen unsaniert, 2008

In den 1990er Jahren fand eine bedeutsame Revitalisierung im Rahmen der Entwicklung des gesamten Geländes statt. Während dieser Zeit siedelten sich bedeutende Unternehmen wie Herlitz an und die verbliebenen großen Werkshallen wurden in das Einkaufszentrum Hallen Am Borsigturm integriert. Der historische Borsigturm wurde zu einem Bürogebäude umgewandelt, und das markante Borsigtor – eines der Wahrzeichen Reinickendorfs – wurde als Zufahrt zum Gelände saniert. Im Gegensatz dazu blieb die Kanonenhalle weitestgehend unbeachtet und wurde nur temporär von kleineren Industriebetrieben genutzt. Diese vorübergehende Nutzung war größtenteils darauf zurückzuführen, dass die Kanonenhalle eher einer Ruine glich und für eine kommerzielle Nutzung keinesfalls geeignet war. 
Eingeschlagene Scheiben, Schmierereien, Bewuchs des Mauerwerks und der Verfall des Dachs und der Entwässerung prägten das Bild der Halle. Um ihre historische Bedeutung zu wahren, steht die Kanonenhalle heute unter Denkmalschutz.

## Sanierung und Denkmalschutz

### Sanierung

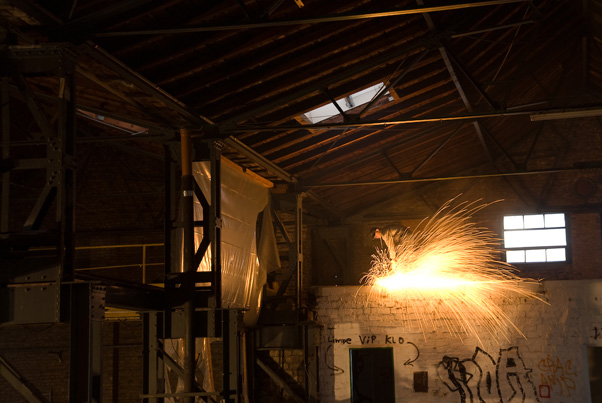
Kanonenhalle, innen unsaniert, 2008

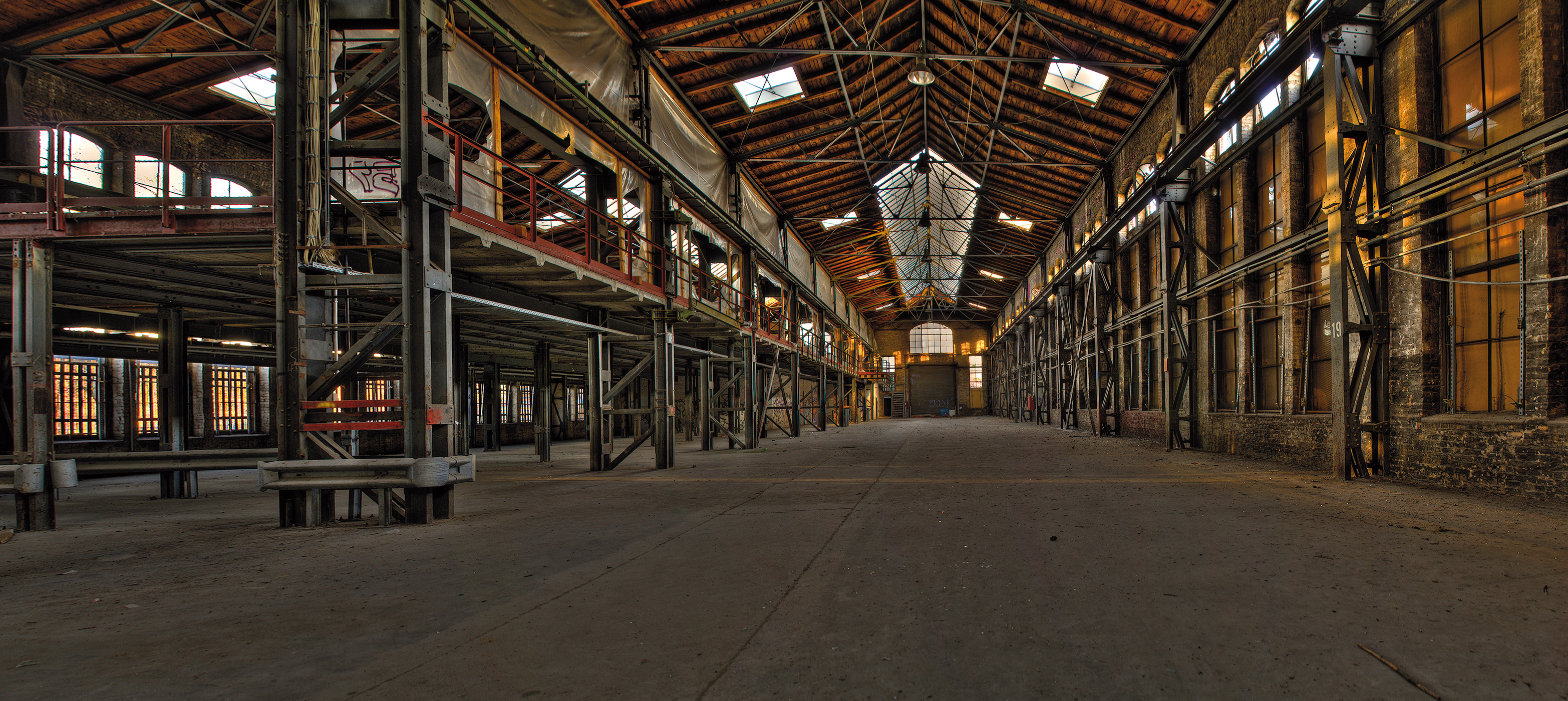
Kanonenhalle, innen unsaniert, 2008

Im März 2008 erwarb die Engel & Rothe Immobilienverwaltungs GbR die Kanonenhalle auf dem Borsiggelände in Berlin-Tegel. Nach einem langen Leerstand befand sich die Halle in einem sanierungsbedürftigen Zustand. Die Investoren hatten das Ziel, die über 100 Jahre alte Halle zu revitalisieren und sie zu einer außergewöhnlichen und repräsentativen Geschäftsadresse mit historischem Charme zu machen.
Ein besonderes Augenmerk wurde bei der zeitgemäßen Sanierung auf die Authentizität gelegt. Wo immer es möglich war, wurde der ursprüngliche Zustand erhalten oder nach passendem Ersatz gesucht. Beispielsweise wurden alte Ziegelsteine von zerstörten Fabriken erstanden und zur Rekonstruktion bestimmter Gebäudeteile verwendet, um so den historischen Charme zu bewahren. Im Rahmen der Renovierungsmaßnahmen wurde eine zusätzliche Galerieebene für die Bürofläche hinzugefügt. Diese wird durch eine ausgedehnte Glasfront separiert, welche den Bürobereich vom Produktionsbereich abgrenzt. Die Umbauarbeiten wurden gemäß den neuesten Standards für Energieeffizienz und Nachhaltigkeit durchgeführt.

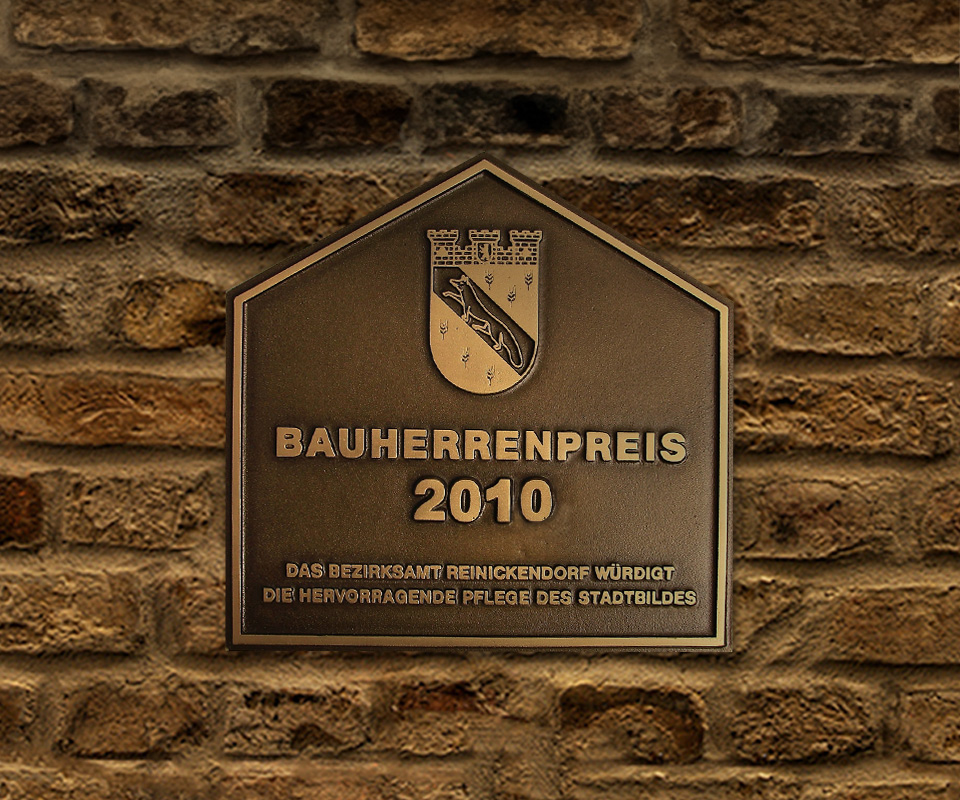
Kanonenhalle Bauherrenpreis 2010

Im Jahr 2015 wurden bereits Solarmodule auf dem Dach der Kanonenhalle installiert. Dieses Projekt, das die Kombination aus hochwertiger Sanierung und zeitloser, stilvoller Architektur repräsentiert, wurde im Jahr 2010 mit dem Deutschen Bauherrenpreis ausgezeichnet. Das Bezirksamt Reinickendorf von Berlin honorierte die sorgfältige Pflege des Stadtbildes in der Kategorie „Denkmal/Nachnutzung Gewerbe“. Darüber hinaus erfuhr die Sanierung dieses Einzeldenkmals eine positive Resonanz in den Medien.

### Denkmalschutz
Die Sanierung der Kanonenhalle erfüllte die Anforderungen des Denkmalschutzes in einem Maße, dass sie als eingetragenes Einzeldenkmal anerkannt wurde.
Die historische Kanonenhalle trägt mit ihrem nostalgischen Charme maßgeblich zur Aufwertung des Borsiggeländes bei. Während andere Teile des Geländes für moderne Zwecke umgewandelt wurden, behielt die Kanonenhalle ihre historische Struktur bei. Die Revitalisierung ermöglichte es, das industrielle Erbe zu bewahren und gleichzeitig den zeitgenössischen Anforderungen an ein modernes und energetisch nachhaltiges Gebäude gerecht zu werden.
Dadurch leistet sie einen Beitrag, die Geschichte der industriellen Entwicklung in Berlin-Tegel lebendig zu halten und als integralen Bestandteil der Geschichte des Borsig-Geländes zu bewahren.

## Derzeitige Nutzung
Derzeit wird die Kanonenhalle als Büro- und Lagerfläche von dem Produktions- und Handels-Unternehmen für nostalgische Geschenk- und Werbeartikel (Nostalgic-Art Merchandising) genutzt.

## Lage und Anbindung
Die Kanonenhalle im nordwestlich gelegenen Bezirk Reinickendorf liegt in der Sichtachse entlang der Berliner Straße, in Höhe des Borsigtores und des U-Bahnhofs Borsigwerke, über den Borsigturm und entlang der Straße am Borsigturm bis hin zu den Hallen Am Borsigturm. Der Bezirk Reinickendorf wird sowohl von global tätigen Unternehmen (MAN Energy Solutions, Amazon, Otis), als auch von mittelständischen Unternehmen und Handwerksbetrieben wegen seiner Mischung aus urbanen und ländlichen Gebieten mit vielfältigen Gewerbe- und Industrieflächen geschätzt.
Die Lage des Geländes zeichnet sich durch eine gute Verkehrsanbindung aus. Fußläufig sind U-Bahn, S-Bahn und verschiedene Buslinien in direkter Nähe erreichbar. Die unmittelbare Anbindung an die Berliner Stadtautobahn A 111 ermöglicht eine effiziente Verbindung in die Innenstadt, dem Berliner Ring (A 10) sowie die Autobahn A 24 Richtung Hamburg. Ein besonderes Augenmerk liegt auf der Entwicklung des ehemaligen Flughafens Tegel, der als Forschungs- und Industriepark für urbane Technologien unter dem Namen Tegel Projekt fungieren soll. Die Fertigstellung des ersten Bauabschnitts ist für das Jahr 2027 geplant und stellt eine bedeutende Perspektive für die weitere Entwicklung der Region, des Borsig-Geländes und der historischen Kanonenhalle dar.